# Федеральне міністерство охорони здоров'я Німеччини
Федеральне міністерство охорони здоров'я Німеччини (нім. Bundesministerium für Gesundheit, BMG) — вищий федеральний орган виконавчої влади Федеративної Республіки Німеччина, відповідальний за формування та реалізацію політики у сфері охорони здоров'я. Штаб-квартира розташована у Бонні, додатковий офіс — у Берліні.
З 6 травня 2025 року міністром охорони здоров'я є Ніна Варкен (ХДС) у складі 25-го федерального уряду під керівництвом канцлера Фрідріха Мерца.

## Історія
Міністерство було створено у 1961 році. У 1969 році воно було об'єднане з Федеральним міністерством у справах сім'ї та молоді, а у 1986 — перейменоване на Міністерство у справах молоді, сім'ї, жінок та охорони здоров'я. У 1991 році відбулося відокремлення Міністерства охорони здоров'я як самостійного органу. З 2002 до 2005 року міністерство тимчасово охоплювало соціальну сферу, отримавши назву Федеральне міністерство охорони здоров'я та соціального забезпечення. Від 2005 року знову функціонує як Федеральне міністерство охорони здоров'я.

## Структура
Міністерство складається з:
- федерального міністра;

- парламентських державних секретарів;

- постійних державних секретарів (станом на 2025 рік: Томас Штеффен і Антьє Драхейм);

- управлінських і спеціалізованих відділів, зокрема:
  - Центральний департамент, Європа та міжнародні справи;
  - Фармацевтика, медичні вироби, біотехнології;
  - Охорона здоров'я та медичне страхування;
  - Медичне та професійне право, профілактика;
  - Безпека догляду;
  - Цифровізація та інновації;
  - Громадське здоров'я.

## Завдання
Основні завдання BMG:
- підтримка ефективності системи охорони здоров'я;

- регулювання обов'язкового медичного страхування та страхування довготривалого догляду;

- забезпечення якості, економічної ефективності та стабільності внесків;

- захист прав пацієнтів;

- профілактика захворювань та реалізація Закону про захист від інфекцій;

- регулювання виробництва, випробувань, дозволів і обігу лікарських засобів та медичних виробів;

- боротьба з наркоманією та залежністю;

- політика у сфері реабілітації та інвалідності;

міжнародна співпраця в сфері охорони здоров'я.

## Повноважні представники
- Федеральний уповноважений з питань наркотиків: Хендрік Стрік;

- Уповноважений у справах пацієнтів: Стефан Шварце;

- Уповноважена з питань сестринської справи: Клаудія Молл.

## Підпорядковані установи
BMG здійснює адміністративний і технічний нагляд над:
- BfArM (Бонн і Кельн);

- Федеральний інститут громадського здоров'я (BIÖG), раніше — Федеральний центр медичної освіти (BZgA);

- Інститут Пауля Ерліха (PEI, Ланген);

- Інститут Роберта Коха (RKI, Берлін).